# Società Sportiva Cavese 1987-1988
Questa pagina raccoglie le informazioni riguardanti la Società Sportiva Cavese nelle competizioni ufficiali della stagione 1987-1988.

## Rosa
| N. |                   | Ruolo | Calciatore             |
| -- | ----------------- | ----- | ---------------------- |
|    | Italia (bandiera) | D     | Guglielmo Accardi      |
|    | Italia (bandiera) | P     | Massimo Assante        |
|    | Italia (bandiera) | C     | Luciano Carafa         |
|    | Italia (bandiera) | C     | Germano Carnevale (II) |
|    | Italia (bandiera) | C     | Gerardo De Rosa        |
|    | Italia (bandiera) | A     | Sergio Di Palma        |
|    | Italia (bandiera) | A     | Matteo Di Santi        |
|    | Italia (bandiera) | C     | Antonio Gaeta          |
|    | Italia (bandiera) | A     | Sauro Magni            |
|    | Italia (bandiera) | C     | Guido Missano          |
|    | Italia (bandiera) | C     | Francesco Mondello     |

| N. |                   | Ruolo | Calciatore         |
| -- | ----------------- | ----- | ------------------ |
|    | Italia (bandiera) | A     | Aurelio Pagano     |
|    | Italia (bandiera) | A     | Riccardo Pecchi    |
|    | Italia (bandiera) | C     | Francesco Pesacane |
|    | Italia (bandiera) | D     | Roberto Pidone     |
|    | Italia (bandiera) | D     | Danilo Pierini     |
|    | Italia (bandiera) | D     | Alfonso Scermino   |
|    | Italia (bandiera) | D     | Giovanni Schettini |
|    | Italia (bandiera) | D     | Mario Somma        |
|    | Italia (bandiera) | D     | Roberto Valentini  |
|    | Italia (bandiera) | C     | Riccardo Virgilio  |

## Risultati

### Campionato

#### Girone di andata
| 20 settembre 1987 1ª giornata | Cavese | 1 – 0 | Ercolanese |  |

| 27 settembre 1987 2ª giornata | Benevento | 0 – 1 | Cavese |  |

| 4 ottobre 1987 3ª giornata | Cavese | 1 – 0 | Latina |  |

| 11 ottobre 1987 4ª giornata | Valdiano 85 | 3 – 0 | Cavese |  |

| Arbitro: | Graziano Cesari (Genova) |

|                      |           |               |
| Pecchi 12’ Somma 66’ | Marcatori | 56’ D'Isidoro |

| 25 ottobre 1987 6ª giornata | Palermo | 2 – 0 | Cavese |  |

| 1º novembre 1987 7ª giornata | Cavese | 1 – 0 | Vigor Lamezia |  |

| 8 novembre 1987 8ª giornata | Juventus Stabia | 3 – 1 | Cavese |  |

| 15 novembre 1987 9ª giornata | Cavese | 2 – 1 | Trapani |  |

| 22 novembre 1987 10ª giornata | Atletico Catania | 1 – 0 | Cavese |  |

| 29 novembre 1987 11ª giornata | Cavese | 1 – 0 | Siracusa |  |

| 6 dicembre 1987 12ª giornata | Sorrento | 2 – 1 | Cavese |  |

| 13 dicembre 1987 13ª giornata | Cavese | 2 – 0 | Pro Cisterna |  |

| 20 dicembre 1987 14ª giornata | Turris | 1 – 0 | Cavese |  |

| 3 gennaio 1988 15ª giornata | Afragolese | 1 – 0 | Cavese |  |

| 10 gennaio 1988 16ª giornata | Cavese | 1 – 1 | Kroton |  |

| 17 gennaio 1988 17ª giornata | Giarre | 1 – 0 | Cavese |  |

#### Girone di ritorno
| 24 gennaio 1988 18ª giornata | Ercolanese | 1 – 0 | Cavese |  |

| 31 gennaio 1988 19ª giornata | Cavese | 2 – 1 | Benevento |  |

| 7 febbraio 1988 20ª giornata | Latina | 3 – 1 | Cavese |  |

| 21 febbraio 1988 21ª giornata | Cavese | 2 – 1 | Valdiano 85 |  |

| Arbitro: | Mozzanti (Roma) |

|                                 |           |  |
| Raimondo 27’ D'Isidoro 46’, 71’ | Marcatori |  |

| 6 marzo 1988 23ª giornata | Cavese | 1 – 1 | Palermo |  |

| 13 marzo 1988 24ª giornata | Vigor Lamezia | 1 – 0 | Cavese |  |

| 20 marzo 1988 25ª giornata | Cavese | 0 – 2 | Juventus Stabia |  |

| 2 aprile 1988 26ª giornata | Trapani | 0 – 0 | Cavese |  |

| 10 aprile 1988 27ª giornata | Cavese | 1 – 1 | Atletico Catania |  |

| 17 aprile 1988 28ª giornata | Siracusa | 2 – 1 | Cavese |  |

| 24 aprile 1988 29ª giornata | Cavese | 2 – 0 | Sorrento |  |

| 8 maggio 1988 30ª giornata | Pro Cisterna | 1 – 3 | Cavese |  |

| 15 maggio 1988 31ª giornata | Cavese | 0 – 0 | Turris |  |

| 22 maggio 1988 32ª giornata | Cavese | 3 – 0 | Afragolese |  |

| 29 maggio 1988 33ª giornata | Kroton | 0 – 0 | Cavese |  |

| 5 giugno 1988 34ª giornata | Cavese | 0 – 0 | Giarre |  |